# نافووانی

عکس مخفی از کلینیک تولید مثل نافووانی

نافووانی (به انگلیسی: Nafovanny) بزرگترین مرکز پرورش در اسارت نخستی‌سانان در جهان است که در ویتنام قرار دارد و مکاک دم‌دراز را برای آزمایشگاه‌هایی که بر روی جانوران آزمون‌هایی می‌کنند ازجمله آزمایشگاه علوم زیستی هانتینگدام در بریتانیا و کووانس در آلمان پروش و عرضه می‌کند.
بنا به گزارش رویترز، این مرکز در سال ۱۹۹۴ توسط کمپانی تکنولوژی وانی چیان در هنگ کنگ ایجاد شد. طبق گزارش‌ها این کمپانی، یک شرکت سرمایه‌گذاری مشترک به نام نافووانی را با همکاری وزارت جنگلداری ویتنام و با سرمایه‌گذاری دومیلیون دلار با هدف ایجاد شبکه‌های مزارع پرورش میمون در مناطق جنوبی ویتنام ایجاد کرده‌است. با وجود انتقادها از سوی سازمان‌های مدافع حقوق جانوران، مدیران شرکت تکنولوژی وانی چیان، اقدام مرکز را انسانی و جهت رفاه انسان‌ها معرفی می‌کنند.